# فک پلنگی
فُکِ پلنگی گونه‌ای خوک دریایی گوشتخوار است که پس از فیل دریایی جنوبی، دومین جانور بزرگ در قطب جنوب به‌شمار می‌رود.
این جانور بیشتر در کرانه‌های یخی قطب جنوب یافت می‌شود ولی در کرانه‌های جنوبی استرالیا، تاسمانی، آفریقای جنوبی، زلاندنو، جزایر کوک، جزیره لرد هاوو، کرانه اقیانوس اطلسی آمریکای جنوبی نیز دیده می‌شود. فک پلنگی همچنین نزدیک به ۲۶ سال زندگی می‌کند.
فک پلنگی به همراه نهنگ قاتل اصلی‌ترین مهاجمان در زنجیره غذایی قطب جنوب هستند و هر دو به شکار خوکان دریایی و پنگوئنها می‌پردازند. تنها مهاجمان طبیعی این جانور را نهنگان قاتل و کوسههای بزرگ تشکیل می‌دهند.

## تغذیه

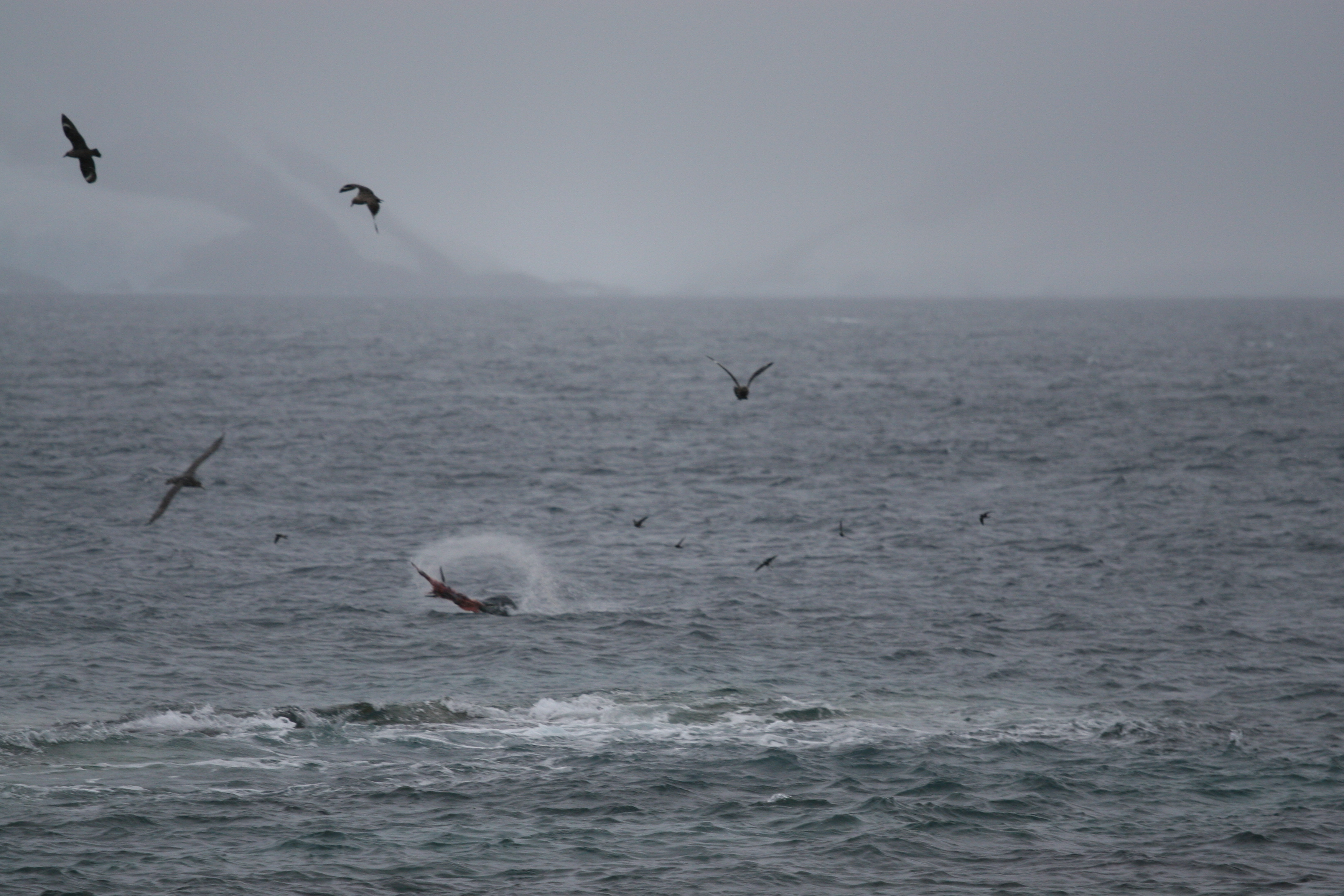
فک پلنگی در حین شکار یک پنگوئن

فک پلنگی تقریباً هر جنبنده‌ای در اقیانوس منجمد جنوبی را طعمه خود می‌کند، به استثنای آب‌بازسانان بزرگ‌جثه. آن‌ها تعداد زیادی از بچه فک‌های خزدار را در فصل زایش می‌کشند. دندان‌های این جانور بزرگند و برای گرفتن، پاره کردن، و خرد کردن ساخته شده‌اند.
آن‌ها به ویژه خوکان دریایی خرچنگ‌خوار و خوکان دریایی خزدار را شکار می‌کنند. فک‌های پلنگی همچنین همه انواع پنگوئن و انواع گوناگونی از ماهی و ماهی مرکب و کریل را نیز طعمه خود می‌کنند. گمان بر این می‌رود که این جانوران هر جنبنده‌ای را که از جلوی خط دیدشان بگذرد شکار کنند. در شکم یک فک پلنگی در سیدنی استرالیا بقایایی از یک نوک‌اردکی بالغ پیدا شد.